# المسيحية في بربادوس

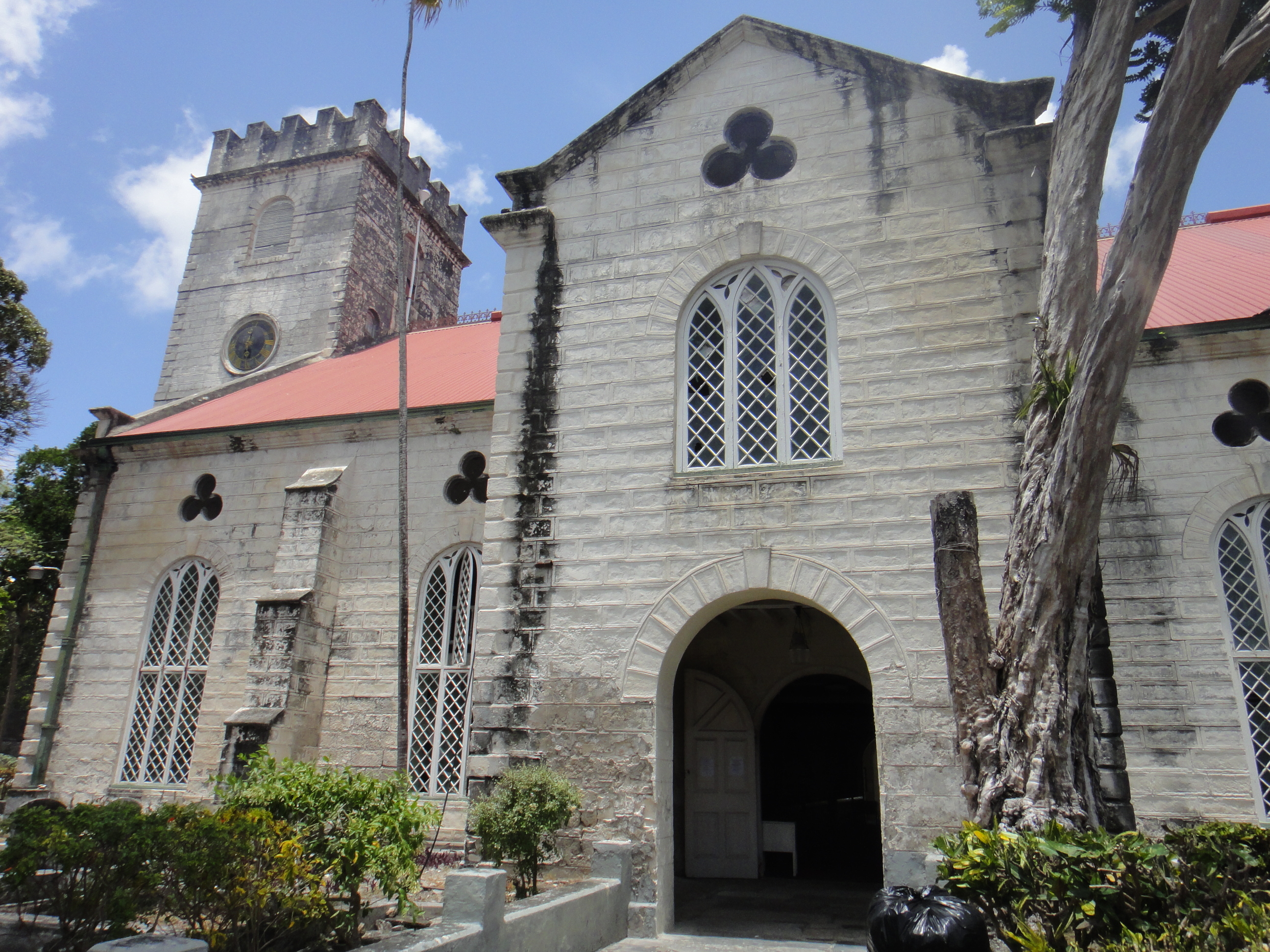
كاتدرائية الملاك ميخائيل في بربادوس.

تُشكل المسيحية في بربادوس أكثر الديانات إنتشاراً بين السكان، استنادًا لتعداد السكان الرسمي لعام 2000، حوالي أكثر من 95% من سكان بربادوس هم مسيحيين، ويعتنق معظم البربادوسيين من ذوي الأصول الأفريقية والأوروبية الديانة المسيحيَّة. كانت كنيسة إنكلترا الأنجليكانية الديانة الرسمية للدولة إلى أن استقر برلمان بربادوس بعد الاستقلال.
الكنيسة الانجليكانية هي أكبر مجموعة دينية، ويشكل أتباعها نسبة 28.2% من مجمل السكان أي حوالي 70,000 عضوًا؛ وحوالي 67% منهم منتظمون في الشعائر الدينية. ثاني أكبر مجموعة هم السبتيين، والذي يبلغ عددهم 16,000 عضو، منهم 10,000 ممارسين دينيًا. هناك 11,000 من الكاثوليك؛ منهم 20% ممارسين للشعائر الكاثوليكية. يبلغ عدد أتباع الخمسينية حوالي 7,000 شخص، وأكثر من 50% منهم نشيطون دينيًا. يبلغ عدد الميثوديون 5,000 عضو، وذلك وفقًا لمسؤولين الكنيسة. هناك 2,500 عضو من شهود يهوه، وأكثر من 95% منهم نشيطون دينيًا. بالإضافة هناك تواجد للمعمدانيين، المورافيون، وأعضاء كنيسة يسوع المسيح لقديسي الأيام الأخيرة (المورمون) بأعداد صغيرة.

## ديموغرافيا
القائمة التالية تستعرض معطيات من العمل المرجعي «أديان العالم»:
| الديانة             | 1970    | 2010    | % مجمل السكان في 2010 |
| ------------------- | ------- | ------- | --------------------- |
| المسيحية            | 235,000 | 284,000 | 95.5                  |
| - البروتستانتية     | 50,600  | 100,000 | 33.7                  |
| - الأنجليكانية      | 90,000  | 85,600  | 28.8                  |
| - طوائف مسيحية أخرى | 8,900   | 16,000  | 5.4                   |
| مجمل السكان         | 239,000 | 297,000 | 100.0                 |

## الطوائف المسيحية

### البروتستانتية

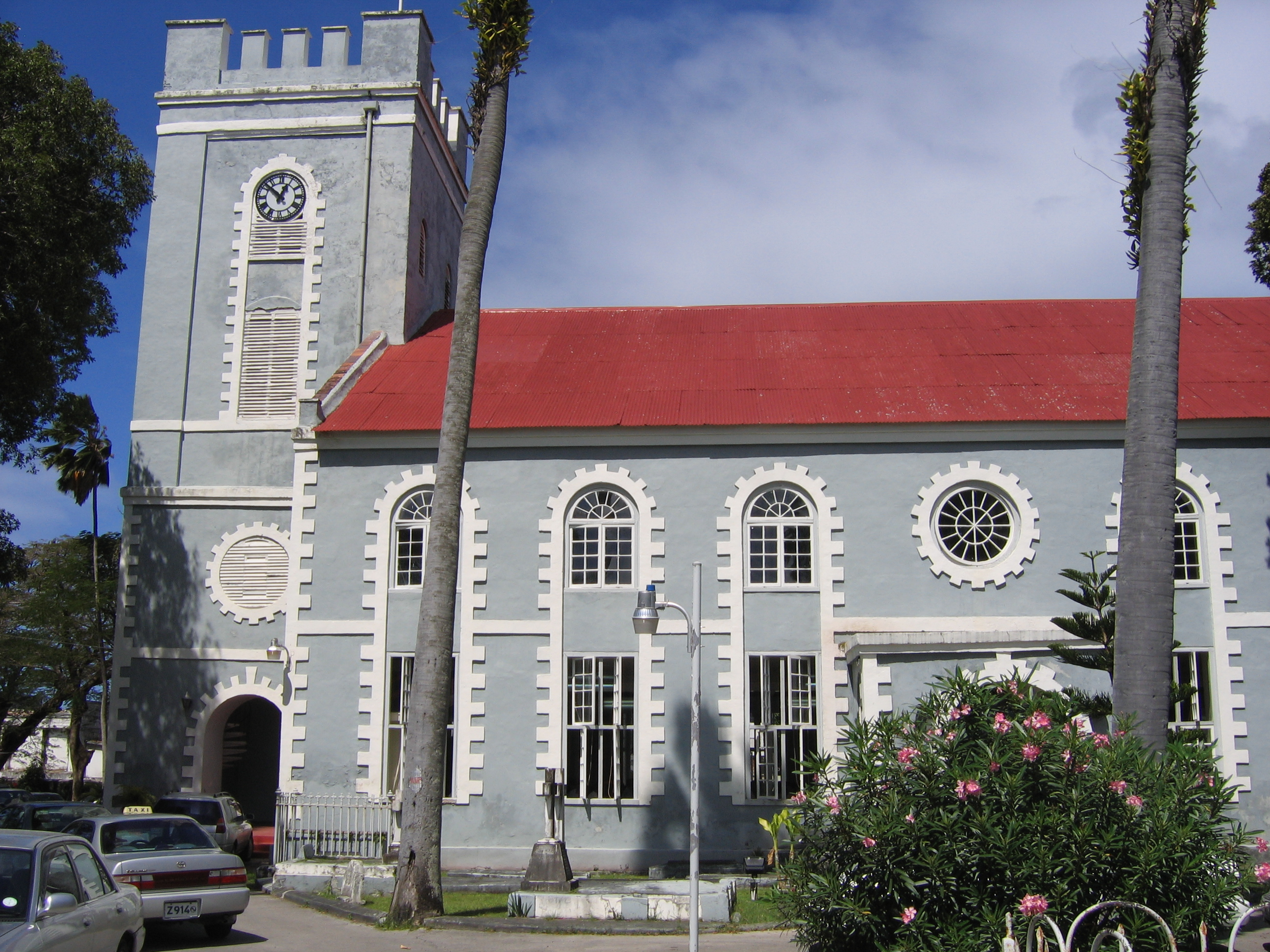
كنيسة سانت ماري الأنجليكانيَّة في بريدج تاون.

استنادًا لتعداد السكان الرسمي لعام 2000، حوالي 66.7% من سكان بربادوس من أتباع الطوائف البروتستانتية المختلفة. وتأتي الكنيسة الأنجليكانية في مقدمة كبرى المذاهب البروتستانتية في البلاد وشكل أتباعها حوالي 28.2% من السكان، ويليهم أتباع الكنائس الخمسينية مع حوالي 18.6% من السكان، والأدفنتست مع حوالي 5.4% من السكان، وأتباع الكنيسة الميثودية مع حوالي 5% وأتباع الكنيسة المعمدانية مع حوالي 4.7% من السكان، وحوالي 4.8% من أتباع طوائف بروتستانتية أخرى.
كانت كنيسة إنكلترا الأنجليكانية الديانة الرسمية للدولة إلى أن استقر برلمان بربادوس بعد الاستقلال. ويتبع أنجليكان البلاد أبرشية باربادوس وهي واحدة من ثمانية أبرشيات أنجليكانيَّة من مقاطعة جزر الهند الغربية. وتأسست الأبرشية في عام 1824 إلى جانب أبرشية جامايكا، والتي غطت آنذاك الرعايا الأنجليكانيَّة في منطقة البحر الكاريبي بأكملها. وقبل ذلك كانت المنطقة اسمياً جزءاً من مسؤولية أسقف لندن، وهي الحالة التي كان من المفترض أن تبقى من عام 1660 فصاعداً. وفي عام 1813 رفض أسقف لندن آنذاك مسؤوليته، وهكذا اتضح أنَّ التعيينات الكنسيَّة في المستعمرات قد أوصى بها للحاكم المحلي، في هذه الحالة من جزر ليوارد. وغطت أبرشية باربادوس في البداية كل من ترينيداد وغيانا البريطانية وجزر ليوارد وجزر أنتيل ويندوارد. وتم تقسيمها في وقت لاحق في عام 1841 أبرشية أنتيغوا والتي كانت تغطي جزر ليوار، وأبرشية بربادوس والتي كانت تغطي ترينيداد وجزر ويندوارد وأبرشية غيانا البريطانية. وتعد كاتدرائية الملاك ميخائيل مقر الأبرشية وتقع في العاصمة بريدج تاون. وتم ترميمها في عام 1665، وثم أعيد بناؤه في عام 1789، ورفعت الكنيسة إلى مرتبة الكاتدرائية عام 1825 مع تعيين الأسقف كوليردج لرئاسة أبرشية باربادوس وجزر ليوارد والتي أنشئت حديثًا آنذاك.

### الكاثوليكية
الكنيسة الكاثوليكية البربادوسيَّة هي جزء من الكنيسة الكاثوليكية العالمية في ظل القيادة الروحية للبابا في روما ومجلس الأساقفة في جزر الأنتيل. حوالي 4.1% من سكان البلاد من الكاثوليك استنادًا لتعداد السكان الرسمي لعام 2000، وينتمي كاثوليك البلاد إلى الأبرشية الرومانية الكاثوليكية في بريدج تاون (باللاتينيَّة: Dioecesis Pontipolitana) وهي أبرشية تابعة للكنيسة الرومانية الكاثوليكية في البحر الكاريبي. وتشمل حدود الأبرشية الجغرافي كامل الرعايا الكاثوليكية القائمة في جزيرة بربادوس، وهي عضو في مؤتمر الأساقفة في جزر الأنتيل. تأسست الأبرشية في عام 1970 تحت اسم أبرشية بريدج تاون وكينغستاون، وتم تقسيمها في 23 أكتوبر من عام 1989 إلى أبرشية بريدج تاون وأبرشية كينغستون. وفي سبتمبر من عام 2011، تم تعيين كرس الكاهن جيسون جوردون في منصب أسقف الأبرشية.
في عام 2009 قامت بلدية دروغيدا الأيرلنديَّة بقيادة الكاهن هاركورت بلاكيت بإحياء ذكرى مرور 360 عامًا على إبعاد الكاثوليك الأيرلنديين إلى بربادوس، وشكل المهاجرين الكاثوليك الايرلنديين أساس الكنيسة الكاثوليكية في بربادوس. تاريخياً كانت كنيسة إنجلترا الأنجليكانية هي الديانة الرسمية للدولة في مستعمرة بربادوس، وكان الكاثوليك الأيرلنديين مجبرين على ممارسة عقيدتهم ودينهم بالسر.